# Manuel Soto Ferreiro
Manuel Soto Ferreiro (Orense, 6 de abril de 1944-Vigo, 27 de noviembre de 2019) fue un político socialista español, alcalde de Vigo entre 1979 y 1991.

## Biografía
Durante la dictadura franquista fue uno de los fundadores del PSdeG-PSOE clandestino en Vigo. Formó parte de dicho partido hasta 1998, cuando pidió la baja para fundar, junto con otros exmilitantes del PSOE e independientes, un partido de izquierda y galleguista, Progresistas Vigueses.
Con el PSdeG-PSOE fue alcalde de Vigo desde 1979 hasta 1991. En esa época hubo una polémica por el chalé que construyó en las orillas de la ría. Con su nuevo partido concurrió a las elecciones municipales en 1999, cuando la lista encabezada por Soto consiguió un concejal. Antes de las elecciones de 2003 incorporó a la lista del partido a Agustín Arca Fernández, de Unión Galega, y juntos consiguieron dos concejales.
Durante 2006 participó con su partido en reconstitución del desaparecido Partido Galeguista al que se le sumaron otros partidos independientes para así concurrir las elecciones municipales de 2007. En estas elecciones perdió su acta de concejal al no obtener el PG los votos necesarios (4920 votos, 3,25 %) para revalidarla.
Falleció a los 75 años en el Hospital Álvaro Cunqueiro a consecuencia de un cáncer que padecía.